# يان جاردين
يان جاردين (بالإنجليزية: Ian Jardine)‏ هو لاعب اتحاد الرغبي بريطاني، ولد في 20 أكتوبر 1964 في دنفيرملين في المملكة المتحدة.